# Masdevallia hydrae
Masdevallia hydrae är en orkidéart som beskrevs av Carlyle August Luer. Masdevallia hydrae ingår i släktet Masdevallia och familjen orkidéer. Inga underarter finns listade i Catalogue of Life.